# Pleasant Hill (Illinois)
Pleasant Hill és una població dels Estats Units a l'estat d'Illinois. Segons el cens del 2000 tenia 1.047 habitants.

## Demografia
Segons el cens del 2000, Pleasant Hill tenia 1.047 habitants, 442 habitatges, i 288 famílies. La densitat de població era de 531,9 habitants/km².
Dels 442 habitatges en un 30,5% hi vivien nens de menys de 18 anys, en un 50,9% hi vivien parelles casades, en un 10,4% dones solteres, i en un 34,8% no eren unitats familiars. En el 32,8% dels habitatges hi vivien persones soles el 21,9% de les quals corresponia a persones de 65 anys o més que vivien soles. El nombre mitjà de persones vivint en cada habitatge era de 2,32 i el nombre mitjà de persones que vivien en cada família era de 2,88.
Per edats la població es repartia de la següent manera: un 25,8% tenia menys de 18 anys, un 5,3% entre 18 i 24, un 24,4% entre 25 i 44, un 21,4% de 45 a 60 i un 23,2% 65 anys o més.
L'edat mediana era de 40 anys. Per cada 100 dones de 18 o més anys hi havia 83,7 homes.
La renda mediana per habitatge era de 25.156 $ i la renda mediana per família de 31.029 $. Els homes tenien una renda mediana de 24.583 $ mentre que les dones 16.534 $. La renda per capita de la població era de 12.682 $. Aproximadament el 10,8% de les famílies i el 17% de la població estaven per davall del llindar de pobresa.

## Poblacions més properes
El següent diagrama mostra les poblacions més properes.